# 2. Division (Dänemark)
Die 2. Division ist die dritthöchste dänische Spielklasse im Fußball.

## Geschichte
Sie wurde nach dem Zweiten Weltkrieg im Jahr 1945 als zweithöchste Spielklasse gegründet. 1991, nach Gründung der Superliga, wurde sie zur dritthöchsten Spielklasse. Ab 2005 wurde die 2. Division in zwei Gruppen (Ost und West) zu je 16 Mannschaften ausgetragen.
2015 wurde die Zahl der in der 2. Division vertretenen Mannschaften von 32 auf 24, verteilt auf drei Gruppen mit je acht Teams, reduziert. Von 2018 bis 2021 spielten 24 Mannschaften in zwei Staffeln mit jeweils 12 Teams. Ab der Saison 2021/22 wurde die Anzahl auf zwölf Vereine gekürzt.

## Spielmodus
Jede der 12 Mannschaften bestreitet ein Heim- und Auswärtsspiel gegen die anderen Mannschaften. Danach spielen die sechs Bestplatzierten in einer gemeinsamen Hin- und Rückrunde die beiden Aufsteiger in die 1. Division aus. Die sechs Letztplatzierten ermitteln in einer gemeinsamen Hin- und Rückrunde die zwei Absteiger in die viertklassige 3. Division.

## Mannschaften in der Saison 2025/26
Folgende Vereine spielen in der Saison 2025/26 in der 2. Division:
| Verein          | Stadt      | Stadion               | Kapazität | Spielfeld  | 2024/25                   |
| --------------- | ---------- | --------------------- | --------- | ---------- | ------------------------- |
| Vendsyssel FF   | Hjørring   | Hjørring Stadion      | 10.000    | Naturrasen | 11. Platz ▼ (1. Division) |
| FC Roskilde     | Roskilde   | Roskilde Idrætspark   | 05.012    | Kunstrasen | 12. Platz ▼ (1. Division) |
| Fremad Amager   | Kopenhagen | Sundby Idrætspark     | 07.200    | Kunstrasen | 3. Platz                  |
| AB Gladsaxe     | Gladsaxe   | Gladsaxe Stadion      | 13.800    | Naturrasen | 4. Platz                  |
| Skive IK        | Skive      | Skive Stadion         | 10.000    | Naturrasen | 5. Platz                  |
| Næstved BK      | Næstved    | Næstved Stadion       | 10.000    | Naturrasen | 6. Platz                  |
| Ishøj IF        | Ishøj      | Ishøj Idrætsventer    | 01.000    | Kunstrasen | 7. Platz                  |
| Thisted FC      | Thisted    | Sparekassen Thy Arena | 03.000    | Naturrasen | 8. Platz                  |
| HIK PRO Fodbold | Hellerup   | Gentofte Sportspark   | 15.000    | Naturrasen | 9. Platz                  |
| FC Helsingør    | Helsingør  | Helsingør Stadion     | 05.500    | Naturrasen | 10. Platz                 |
| Brabrand IF     | Aarhus     | Brabrand Stadion      | ?         | ?          | 1. Platz ▲ (3. Division)  |
| VSK Aarhus      | Aarhus     | Vejlby Stadion        | 12.000    | Naturrasen | 2. Platz ▲ (3. Division)  |